# Сиди-Мустафа
Сиди-Мустафа (араб. سي مصطفى‎, фр. Si Mustapha) — коммуна на севере Алжира, на территории вилайета Бумердес, округа Иссер. 

## История
При Французский Алжир французской власти коммуна именовалась Блед-Гитун, а затем Феликс-Фор. Первая партия французских колонистов прибыла сюда в 1872 году. В 1888 году Блед-Гитун был соединён железной дорогой с городом Алжиром. 

## Географическое положение
Коммуна находится в северной части вилайета, на высоте 62 метра над уровнем моря.
Коммуна расположена на расстоянии приблизительно 58 километров к востоку от столицы страны Алжира и в 21 километре к востоку от административного центра вилайета Бумердеса.

## Демография
По состоянию на 2008 год население составляло 12 087 человек.
Динамика численности населения коммуны по годам:
| 1977  | 1987  | 1998  | 2008   |
| ----- | ----- | ----- | ------ |
| 4 310 | 7 175 | 9 015 | 12 087 |